# Lenda da Nazaré

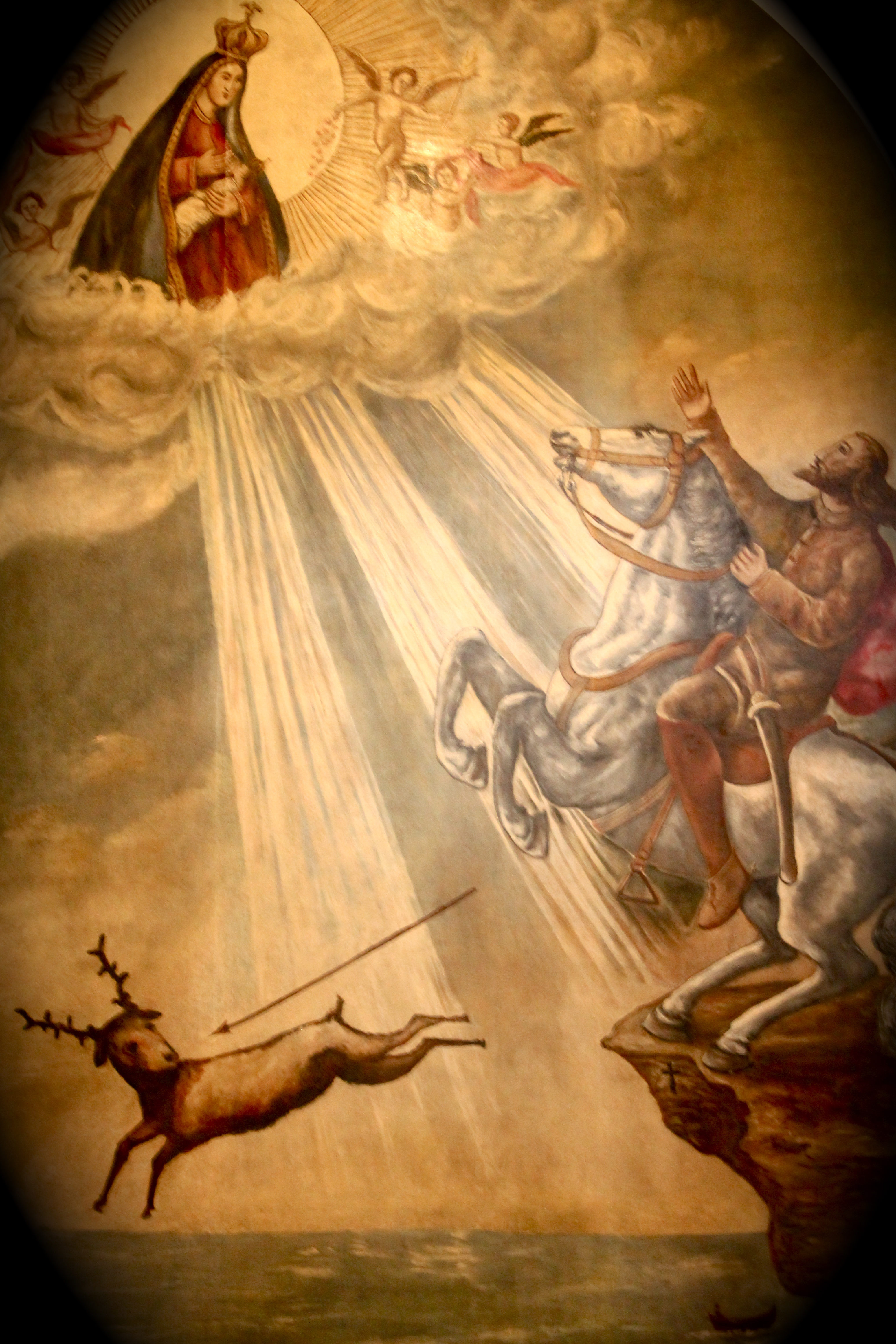
Representação do milagre a D. Fuas Roupinho

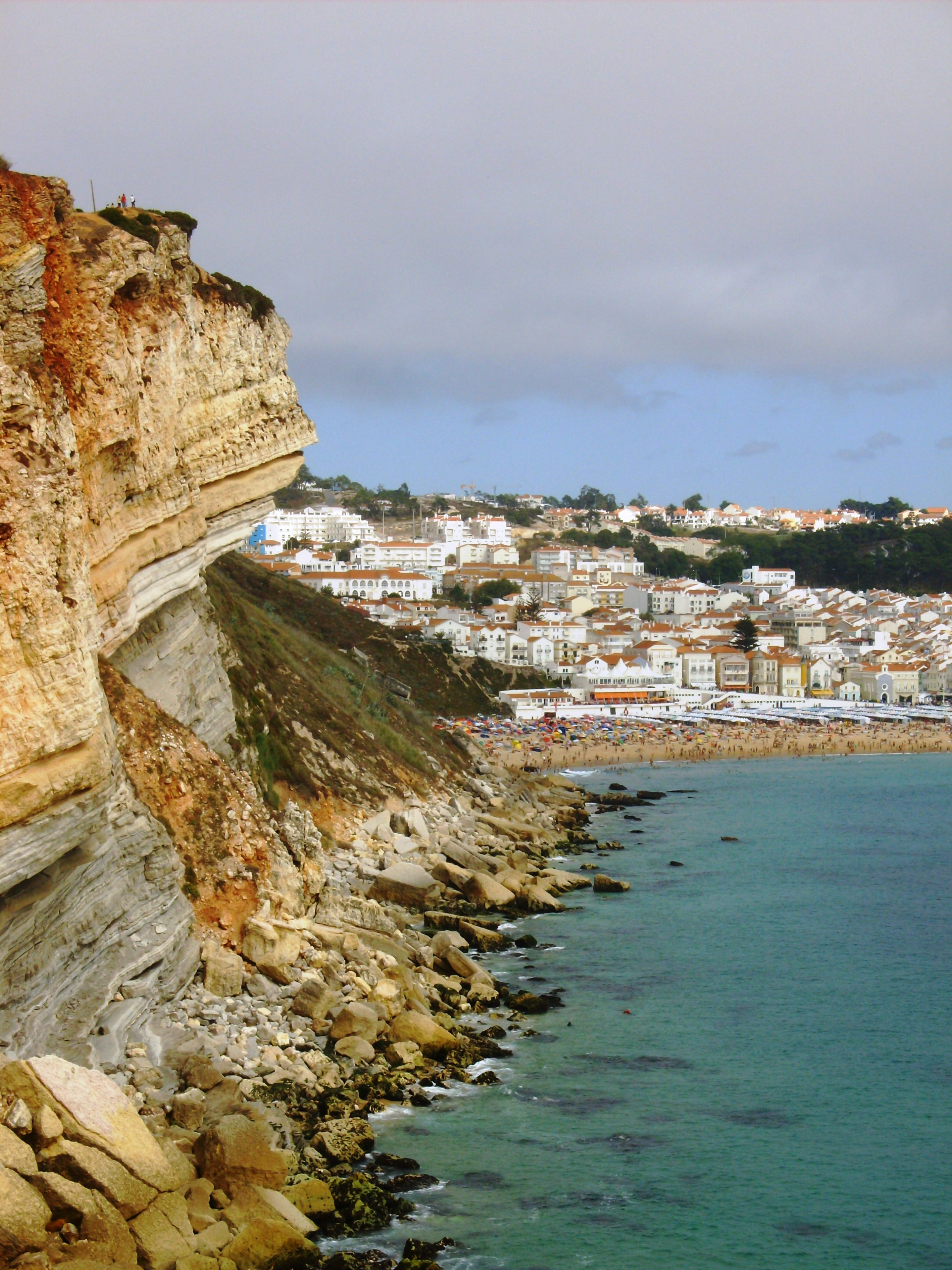
Nazaré: aspecto da falésia onde ocorreu o milagre

Conta a Lenda da Nazaré que ao nascer do dia 14 de setembro de 1182, D. Fuas Roupinho, alcaide do castelo de Porto de Mós, caçava junto ao litoral, envolto por um denso nevoeiro, perto das suas terras, quando avistou um veado que de imediato começou a perseguir. O veado dirigiu-se para o cimo de uma falésia. D. Fuas, no meio do nevoeiro, isolou-se dos seus companheiros. Quando se deu conta de estar no topo da falésia, à beira do precipício, em perigo de morte, reconheceu o local. Estava mesmo ao lado de uma gruta onde se venerava uma imagem da Virgem Maria com o Menino Jesus. Rogou então, em voz alta: Senhora, Valei-me!. De imediato, miraculosamente o cavalo estacou, fincando as patas no penedo rochoso suspenso sobre o vazio, o Bico do Milagre, salvando-se assim o cavaleiro e a sua montada da morte certa que adviria de uma queda de mais de cem metros.
D. Fuas desmontou e desceu à gruta para rezar e agradecer o milagre. De seguida mandou os seus companheiros chamar pedreiros para construírem uma capela sobre a gruta, em memória do milagre, a Ermida da Memória, para aí ser exposta à veneração dos fiéis a milagrosa imagem. Antes de entaipar a gruta os pedreiros desfizeram o altar ali existente e entre as pedras, inesperadamente, encontraram um cofre em marfim contendo algumas relíquias e um pergaminho, no qual se identificavam as relíquias como sendo de São Brás e São Bartolomeu e se relatava a história da pequena imagem esculpida em madeira, policromada, representando a Santíssima Virgem Maria sentada num banco baixo a amamentar o Menino Jesus.
Segundo o pergaminho, a imagem terá sido venerada desde os primeiros tempos do Cristianismo em Nazaré, na Galileia, terra natal da Virgem Maria. No século V, o monge grego Ciríaco transportou-a até ao mosteiro de Cauliana [es], perto de Mérida. Ali permaneceu, até 711, ano da batalha de Guadalete, após a qual, desbaratadas pelos muçulmanos, as forças cristãs fugiram desordenadamente para norte. Quando a notícia da derrota chegou a Mérida, os monges de Cauliniana prepararam-se para abandonar o mosteiro.[carece de fontes?]
Entretanto D. Rodrigo, o rei cristão derrotado, conseguira escapar do campo de batalha e disfarçado de mendigo refugiara-se incógnito em Cauliniana. Porém ao confessar-se a um dos monges, frei Romano, teve de dizer quem era. O monge propôs-lhe então,[carece de fontes?] fugirem juntos para o litoral atlântico e levarem consigo a muito antiga imagem de Nossa Senhora da Nazaré, que se venerava no mosteiro com fama de muito miraculosa. Além da imagem da Virgem levaram também um cofre com relíquias de São Brás e São Bartolomeu.
A 22 de Novembro de 711 chegaram ao seu destino e  instalaram-se no monte Seano, hoje Monte de São Bartolomeu, numa igreja abandonada que lá encontraram. A existência de um mosteiro nas imediações, do qual subsiste a igreja de São Gião, deve ter sido um factor determinante para a escolha deste destino final da fuga. Passado pouco tempo separaram-se para viver como eremitas. O rei ficou, o monge levou consigo a imagem e instalou-se, a três quilómetros do monte, numa pequena gruta no topo de uma falésia sobre o mar.[carece de fontes?]
O rei Rodrigo passado um ano decidiu abandonar a região. Frei Romano continuou a viver no eremitério subterrâneo até à sua morte. A sagrada imagem de Nossa Senhora da Nazaré continuou sobre o altar onde o monge a colocou até 1182 quando foi mudada para a capela que D. Fuas mandou construir sobre a gruta. A imagem permanece pois, desde 711-712, no mesmo sítio, o Sítio da Nazaré, atualmente um bairro da vila da Nazaré.
Em 1377, o rei D. Fernando (r. 1367–1383), devido à significativa afluência de peregrinos, mandou construir,  perto da capela, uma igreja para a qual foi transferida a imagem de Nossa Senhora da Nazaré, decorrendo esta denominação, do seu lugar de origem, a aldeia de Nazaré na Galileia.
A popularidade desta devoção na época dos Descobrimentos era tamanha entre as gentes do mar, que tanto Vasco da Gama, antes e depois da sua primeira viagem à Índia, quanto Pedro Álvares Cabral, vieram em peregrinação ao Sítio da Nazaré. Entre os muitos  peregrinos da família real destacamos, a rainha D. Leonor de Áustria, terceira mulher do rei D. Manuel I, irmã do imperador Carlos V, futura rainha de França, que permaneceu no Sítio alguns dias, em 1519, num alojamento de madeira construído especialmente  para esta ocasião. Também S. Francisco Xavier, padre jesuíta, o Apóstolo do Oriente, foi em peregrinação à Nazaré antes de partir para Goa. Foram aliás os jesuítas portugueses os grandes propagadores deste culto em todos os continentes.

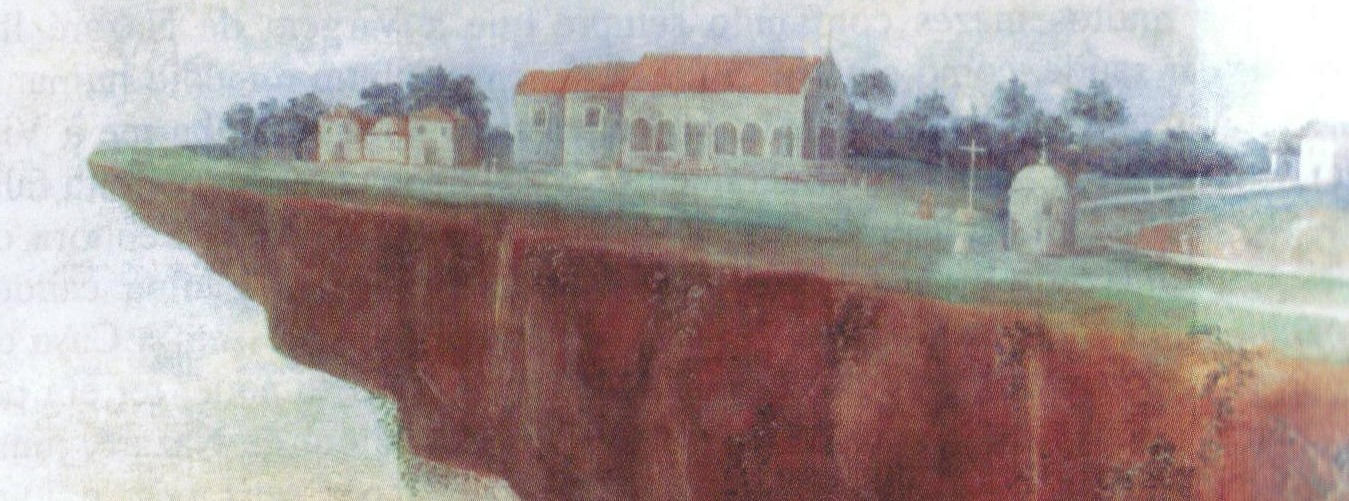
Santuário de Nossa Senhora da Nazaré (autor desconhecido, século XVII)

Nos séculos dezassete e dezoito ocorreu a grande divulgação do culto de Nossa Senhora da Nazaré em Portugal e no seu império. Ainda hoje se veneram algumas réplicas da verdadeira imagem e existem várias igrejas e capelas dedicadas a esta invocação espalhadas pelo mundo. É de destacar a imagem de Nossa Senhora da Nazaré que se venera em Belém do Pará, no Brasil, cuja festa anual recebeu o nome de Círio de Nazaré e é uma das maiores romarias do mundo atingindo os dois milhões de peregrinos em um só dia.

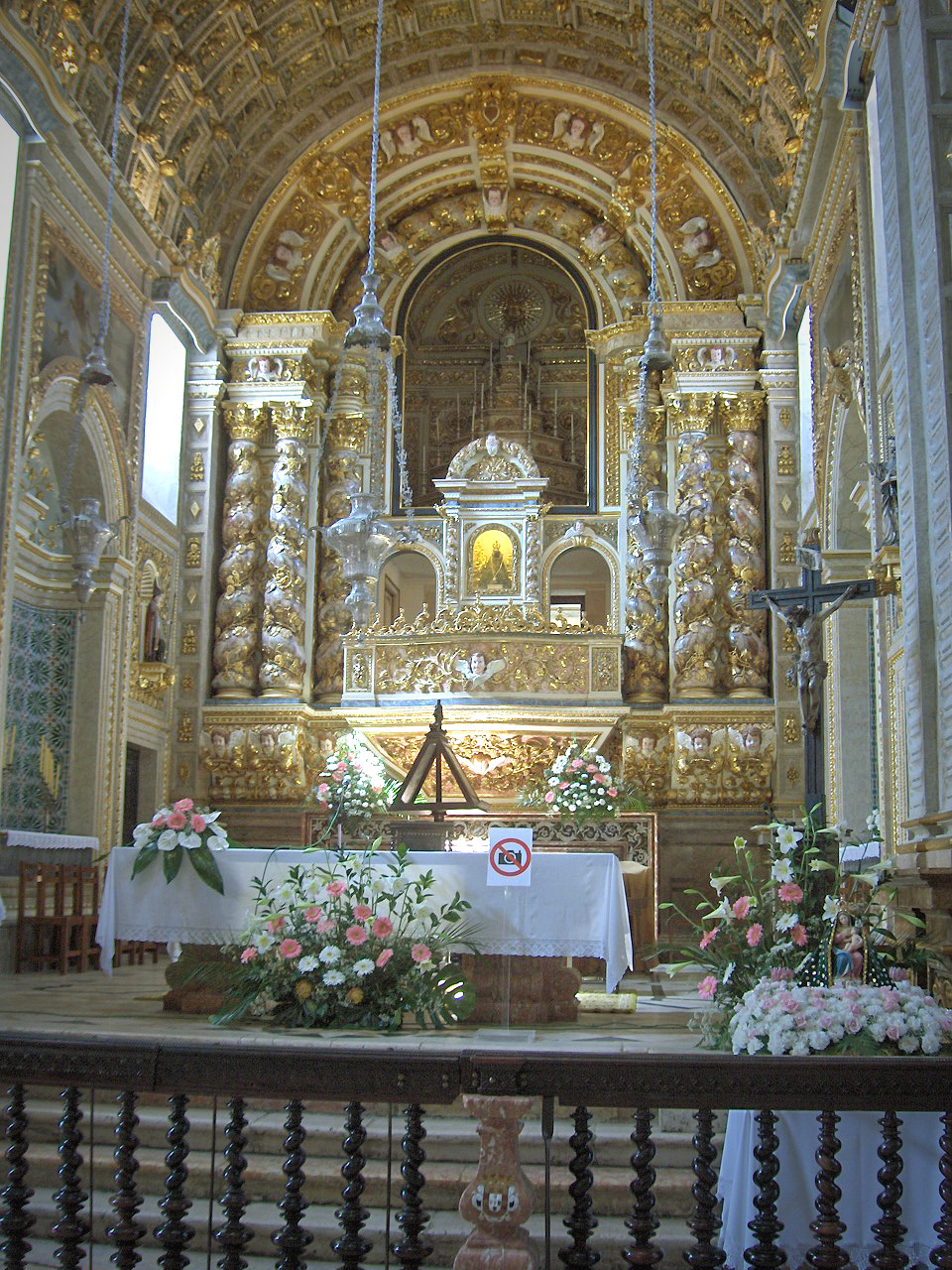
Capela-mor do Santuário de Nossa Senhora da Nazaré

No século dezasseis, o Santuário de Nossa Senhora da Nazaré fundado por D. amamFernando, começou a ser reconstruído e aumentado, tendo as obras sido prolongadas por várias empreitadas até finais do século dezanove. O edifício actual é o resultado destas obras sucessivas que lhe conferiram um carácter peculiar com grande qualidade.
A sagrada imagem, de madeira policromada, com pouco mais de um palmo de altura, representa Maria de Nazaré sentada num banco a amamentar  o menino Jesus sentado na sua perna esquerda. Está exposta na capela-mor num nicho iluminado integrado no retábulo barroco, ao qual os devotos podem aceder subindo uma escada que parte da sacristia.
Segundo a tradição oral inscrita numa lápide colocada na capela da memória, em 1623, a imagem terá sido esculpida por São José carpinteiro, em Nazaré, na Galileia, quando Jesus era bébé. Algumas décadas depois São Lucas evangelista terá pintado os rostos e as mãos. Conservou-se em Nazaré até ser trazida para Belém pelo monge grego Ciríaco que a entregou a São Jerónimo de Estridão, que a ofereceu a Santo Agostinho, que por sua vez a ofereceu ao mosteiro de Cauliniana, de onde foi trazida para o seu Sítio actual. Assim sendo poderá ser a mais antiga imagem venerada por cristãos.
Até hoje, a tradição aponta aos visitantes a marca deixada pela ferradura de uma das mãos do cavalo de D. Fuas, no extremo do Bico do Milagre, ao lado da Ermida da Memória, no Sítio da Nazaré.

## Iconografia

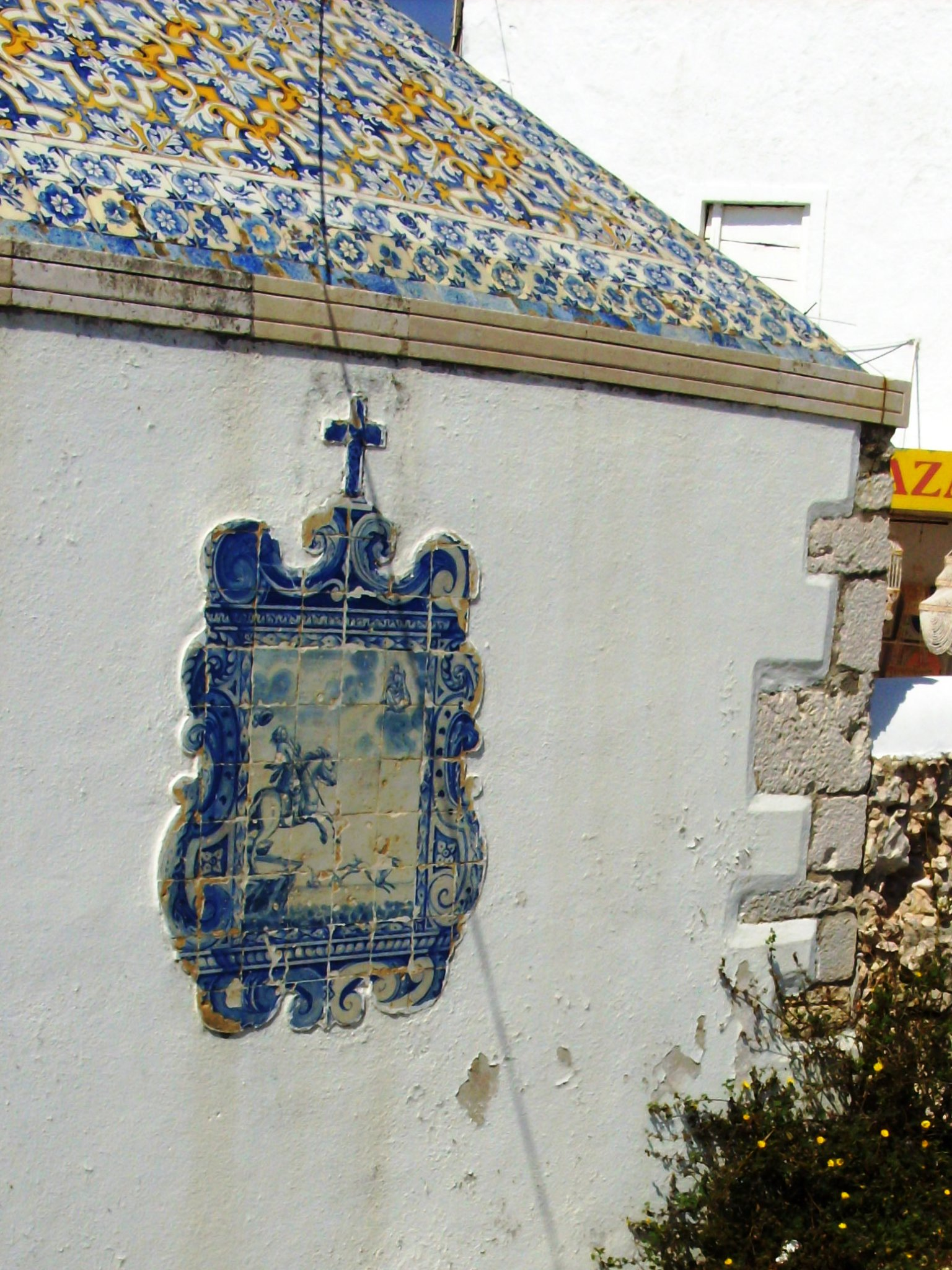
Ermida da Memória: painel de azulejos representando o milagre a D. Fuas Roupinho

As representações do Milagre da Senhora da Nazaré a D. Fuas Roupinho são inúmeras, sendo de destacar, a gravura anónima no livro de Brito Alão (1628), a tela no arcaz da sacristia do santuário assinada por Luís de Almeida, a diversificada colecção de gravuras do Museu Dr. Joaquim Manso, no Sítio, a escultura da igreja de São Domingos, em Lisboa, o vitral na capela da Quinta da Regaleira, em Sintra, o mural de Almada Negreiros na gare marítima de Alcântara, em Lisboa, e os muitos painéis de azulejos nas fachadas das casas da vila da Nazaré e da região.
Na gravura do livro acima referido, aparece o cavaleiro no Bico do Milagre, sem a representação da Virgem. Na tela da sacristia, mais tardia algumas décadas, a imagem aparece pintada no interior de uma pequena gruta. A partir de finais do século dezassete, a cena do milagre passa a ser sistematicamente apresentada como uma aparição mariana, na qual a Senhora da Nazaré "levita" acima e à frente do cavaleiro, no momento em que este, na ponta do penedo, está prestes a precipitar-se no abismo. Foi este modelo errado que perseverou até hoje, destacando-se pelo seu carácter excepcional a aguarela de Mário Botas, no Museu do Sítio, na qual se vê a Senhora duplamente representada , a "levitar" e na gruta.